# Campingplatz Grav-Insel
Koordinaten: 51° 39′ 58,8″ N, 6° 33′ 8,9″ O

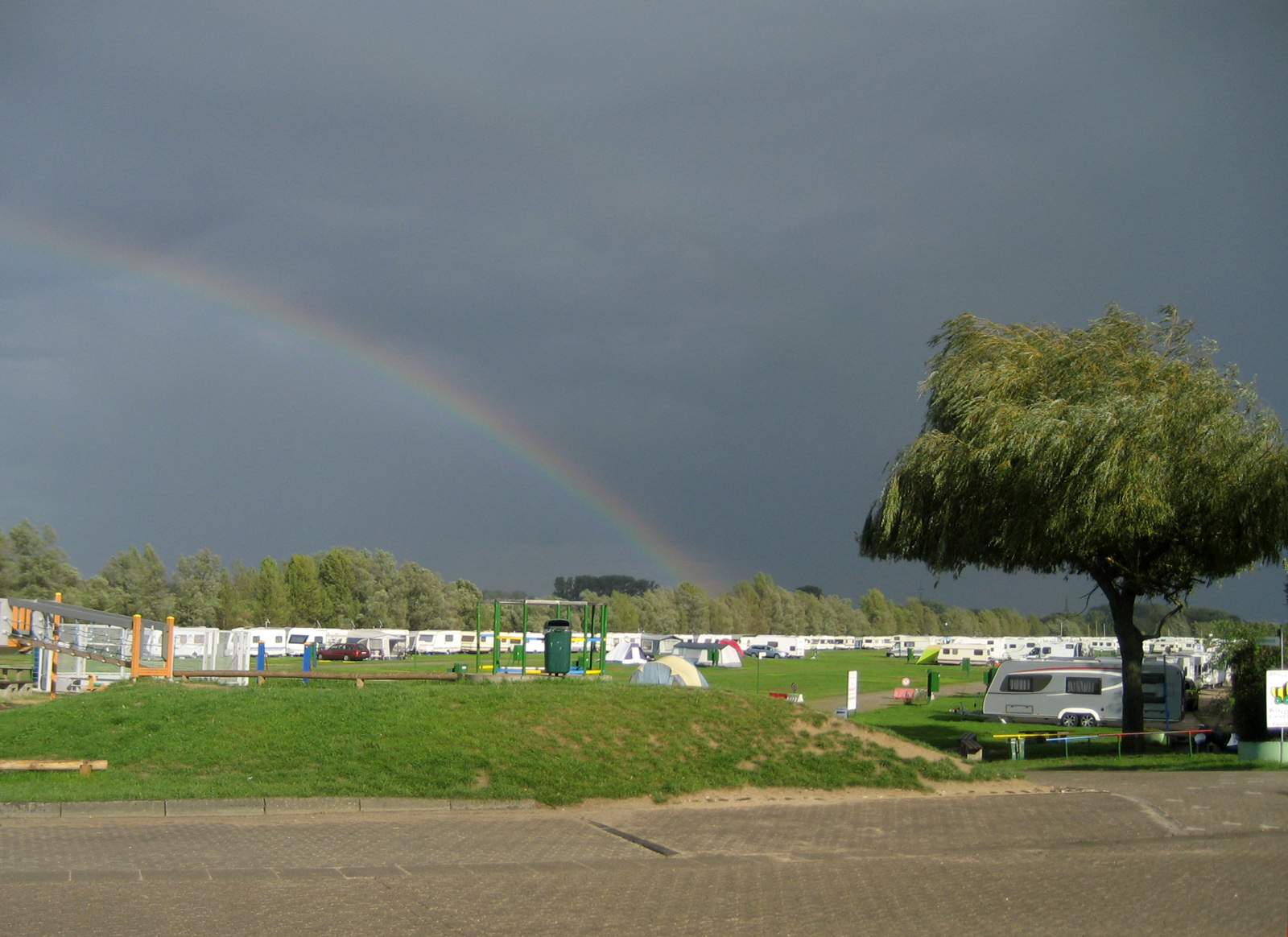
Teilansicht

Der Campingplatz Grav-Insel ist ein Campingplatz auf der Rhein-Halbinsel Grav bei Wesel. Er gilt mit 2,4 Mio. Quadratmetern und über 2000 Stellplätzen als größter Campingplatz Deutschlands.

## Geschichte
Der Campingplatz wurde 1968 von der Familie Seibt gegründet und besaß Ende der 1970er Jahre bereits 1000 Stellplätze. 1994 erhielt der Platz einen eigenen Deich zum Schutz vor Hochwasser, der mit 5 Mio. DM selbst finanziert wurde.
Heute arbeiten auf dem Platz ca. 130 Menschen. Das Erholungszentrum besitzt 2000 Stellplätze für Dauer-Camper und rund 500 Plätze für Touristen. Das Areal ist mit ca. 35 km Kieswegen erschlossen. In Spitzenzeiten übernachten zwischen 9000 und 15.000 Menschen auf dem Campingplatz.

## Lage
Der Platz liegt auf einer Halbinsel zwischen einem Altarm des Rheins und dem Rhein selbst und rund 2 km von Wesel entfernt. Die Anfahrt erfolgt über Flüren über einen Damm, der den Altarm teilt. Im Nordwesten liegt der Flürener Altarm, im Nordosten der Auesee.

## Ausstattung
Der Campingplatz besitzt einen Bootshafen, einen Streichelzoo, zwei Spielplätze, einen kleinen Strand, Geschäfte, zwei Restaurants, eine Diskothek mit Platz für 2500 Besucher und eine Zeitung. Für verstorbene Dauercamper gibt es eine eigene Gedenkstätte.

## Feuerwehr
Der Campingplatz besitzt zum Schutz von bis zu 20.000 zeitgleich anwesenden Campern und Besuchern sowie der Infrastruktur, bundesweit einmalig, eine platzeigene Feuerwehr. Die Feuerwehr Grav-Insel besteht 2025 aus zehn Mitarbeitern des Campingplatzes sowie vier ehrenamtlichen Mitgliedern. Sie wird geführt durch den Betriebsleiter und den Brandschutzbeauftragten des Campingplatzes, beide gleichzeitig Mitglieder des benachbarten Löschzugs Bislich der Freiwilligen Feuerwehr Wesel.
Die Feuerwehr Grav-Insel kommt mit zwei eigenen Gruppenführern, aber immer zusammen mit der Freiwilligen Feuerwehr Wesel zum Einsatz und verfügt mit Stand 2025 über ein Magirus-Deutz-Tanklöschfahrzeug 16/25 mit 2400 Liter Wasser und Schaummittel, einen ehemaligen Mannschaftslastwagen 1 des THW, zwei Anhänger mit jeweils 10.000 Liter Wasser sowie zwei Lotsenfahrzeuge für das etwa 40 Kilometer lange und labyrinthartige enge Wegenetz (ein ehemaliger Opel-Kommandowagen und ein ziviler mit Sondersignalen ausgestatteter Smart). In der Vergangenheit wurde darüber hinaus ein MAN-Kurzhauber-Löschgruppenfahrzeug vorgehalten. Die beiden Anhänger werden von Traktoren zum Einsatzort gebracht und verfügen jeweils über einen fernbedienbaren Monitor zur Brandbekämpfung. Die Zugmaschinen sind jederzeit an ein stationäres Fahrzeug-Brems-Druckluft-Erhaltungssystem angeschlossen um sofort einsatzbereit zu sein.

## In den Medien
- Camping XXL: Ein deutscher Sommer am Rhein, Reportage, ZDF, 2008
- Eine kleine Stadt hinterm Deich, Kölner Stadt-Anzeiger, 2. Juni 2009
- Camping XXL! – Mehr Urlaub geht nicht, FOCUS TV Reportage, SAT.1, 26. Juli 2016
- WDR: Ausgerechnet Camping, 21. Mai 2020, 42:09 Min.